# Alphonse Olterdissen
Alphonse (Alfons) Olterdissen (n. 12 decembrie 1865, Maastricht, Limburg, Țările de Jos – d. 24 februarie 1923, Maastricht, Țările de Jos) a fost un scriitor, poet și compozitor neerlandez. Acesta este cunoscut în România datorită melodiei Trijn de Begijn, devenită imn al orașului Maastricht, care este foarte asemănătoare cu melodia Pe-al nostru steag e scris Unire a lui Ciprian Porumbescu, compozitorul român neprimind vreun credit. 